# Markustag
Der Markustag ist der Gedenktag des Evangelisten Markus am 25. April. Dieses Datum ist der spätestmögliche Ostertermin.

## In den Konfessionen

### Römisch-katholisch
In der römisch-katholischen Kirche hat der Markustag den Rang eines Festes, in Libyen den eines Hochfestes.

### Evangelische Kirche in Deutschland
Die evangelische Kirche in Deutschland führt den Markustag im Evangelischen Gottesdienstbuch, dabei gilt:
- Tagesspruch: Geht hin in alle Welt und predigt das Evangelium aller Kreatur. (Mk 16,15 LUT)b
- Psalm: Ps 57,2-4.6.8-12 (siehe Ps 57,1-12 LUT)
- Tageslied A: EG 154 (Herr, mach uns stark im Mut, der dich bekennt)
- Tageslied B: EG 250 (Ich lobe dich von ganzer Seelen)
- Predigttexte nach Perikopenreihen:

1. (2019, 2025, …): Mk 1,1-4.14-15 (zugleich Evangeliumslesung des Tages, siehe Mk 1,1-15 LUT)
2. (2020, 2026, …): Apg 15,36-41 LUT (zugleich Epistellesung des Tages)
3. (2021, 2027, …): Jes 52,7-10 LUT (zugleich alttestamentliche Lesung des Tages)
4. (2022, 2028, …): wie 1.
5. (2023, 2029, …): wie 2.
6. (2024, 2030, …): wie 3.

- Halleluja-Vers: Freuet euch des Herrn, ihr Gerechten; die Frommen sollen ihn recht preisen. (Ps 33,1 LUT)
- Predigttext außerhalb der Perikopenreihen: Lk 10,1-9 LUT[1]
- Liturgische Farbe: rot
- Vertagungen: Wenn der Markustag auf einen Sonntag fällt, wird er verlegt, entweder auf den Vortag oder einen Tag der mit dem fraglichen Sonntag beginnenden Woche.[2]

Vor der Perikopenrevision galt:
- Tagesspruch: Wie lieblich sind auf den Bergen die Füße der Freudenboten, die da Frieden verkündigen, Gutes predigen, Heil verkündigen. (Jes 52,7 LUT)
- Psalm: 22,23.28-29.32 (siehe Ps 22,23-32 LUT)
- Tageslied: EG 154 oder EG 250
- Predigttexte nach Perikopenreihen:

1. (2009, 2015, …): Lk 10,1-9 LUT (zugleich Evangeliumslesung des Tages)
2. (2010, 2016, …): Apg 15,36-41 LUT (zugleich Epistellesung des Tages)
3. (2011, 2017, …): wie 1.
4. (2012, 2018, …): wie 2.
5. (2007, 2013, …): wie 1.
6. (2008, 2014, …): wie 2.

- Halleluja-Vers: Gott der Herr ist Sonne und Schild, der Herr gibt Gnade und Ehre. Er wird kein Gutes mangeln lassen den Frommen. (Ps 84,12 LUT)
- alternativer Halleluja-Vers: Freuet euch des Herrn, ihr Gerechten; die Frommen sollen ihn recht preisen. (Ps 33,1 LUT)
- Liturgische Farbe: rot
- Vertagungen: Wenn der Markustag auf einen Sonntag fällt, wird er verlegt, entweder auf den Vortag oder einen Tag der mit dem fraglichen Sonntag beginnenden Woche.[2]

### Revised Common Lectionary
Im englischsprachigen Raum verwenden zahlreiche evangelische und anglikanische Kirchen das Revised Common Lectionary. Dessen Lesungen sind im Falle des Markustages unabhängig vom Lesejahr:
- erste Lesung: Jes 52,7-10 NRSV
- Psalm: Ps 57,1-12 NRSV
- zweite Lesung: 2. Tim 4,6-11.18 (siehe 2 Tim 4,6-18 NRSV)
- Evangelium: Mk 1,1-15 NRSV[3]

### Kirche von England
Das Book of Common Prayer der Church of England sieht für den Markustag als Epistellesung Eph 4,7-16  und als Evangeliumslesung Joh 15,1-11  vor. Das Common Worship sieht vor:
Für den Vorabendgottesdienst:
- Ps 19,1-15 NRSV
- Jes 52,7-10 NRSV
- Mk 1,1-15 NRSV

Für den Hauptgottesdienst:
- Spr 15,28-33 NRSV oder Apg 15,35-41 NRSV
- Ps 119,9-16 NRSV
- Eph 4,7-16 NRSV
- Mk 13,5-13 NRSV

Für den Zweitgottesdienst:
- Hes 1,4-14 NRSV
- 2 Tim 4,1-11 NRSV
- Abendpsalm: Ps 45,1-18 NRSV

Für den Drittgottesdienst:
- Jes 62,6-10 NRSV oder Sir 51,13-30
- Apg 12,25 NRSV und Apg 13,1-13 NRSV
- Morgenpsalmen: Ps 37,23-41 NRSV und Ps 148,1-14 NRSV[5]

### Weitere Konfessionen
Außerdem wird der Markustag am 25. April von weiteren evangelischen und anglikanischen Kirchen, den orthodoxen Kirchen, sowie der armenischen, koptischen und der syrisch-orthodoxen Kirche gefeiert.

## Traditionen

### Landwirtschaft
Der Markustag ist in der Landwirtschaft ein Wetter-Lostag. Entsprechende Bauernregeln lauten:
- „St. Georgi und St. Marks

dräuen oft viel Arg’s.“
- „Georg und Markus, ganz ohne Trost,

erschrecken uns sehr oft mit Frost.“
- „Vor dem Markustag

sich der Bauer hüten mag.“
- „Gibt’s an Markus Sonnenschein,

so erhält man besten Wein!“
- „Ist auf Markus die Buche grün, gibt’s ein gutes Jahr.“
- „Was St. Markus an Wetter hält,

so ist’s auch mit der Ernt’ bestellt.“
- „So lang es vor St. Markustag warm ist, so lang es nachher kalt ist.“

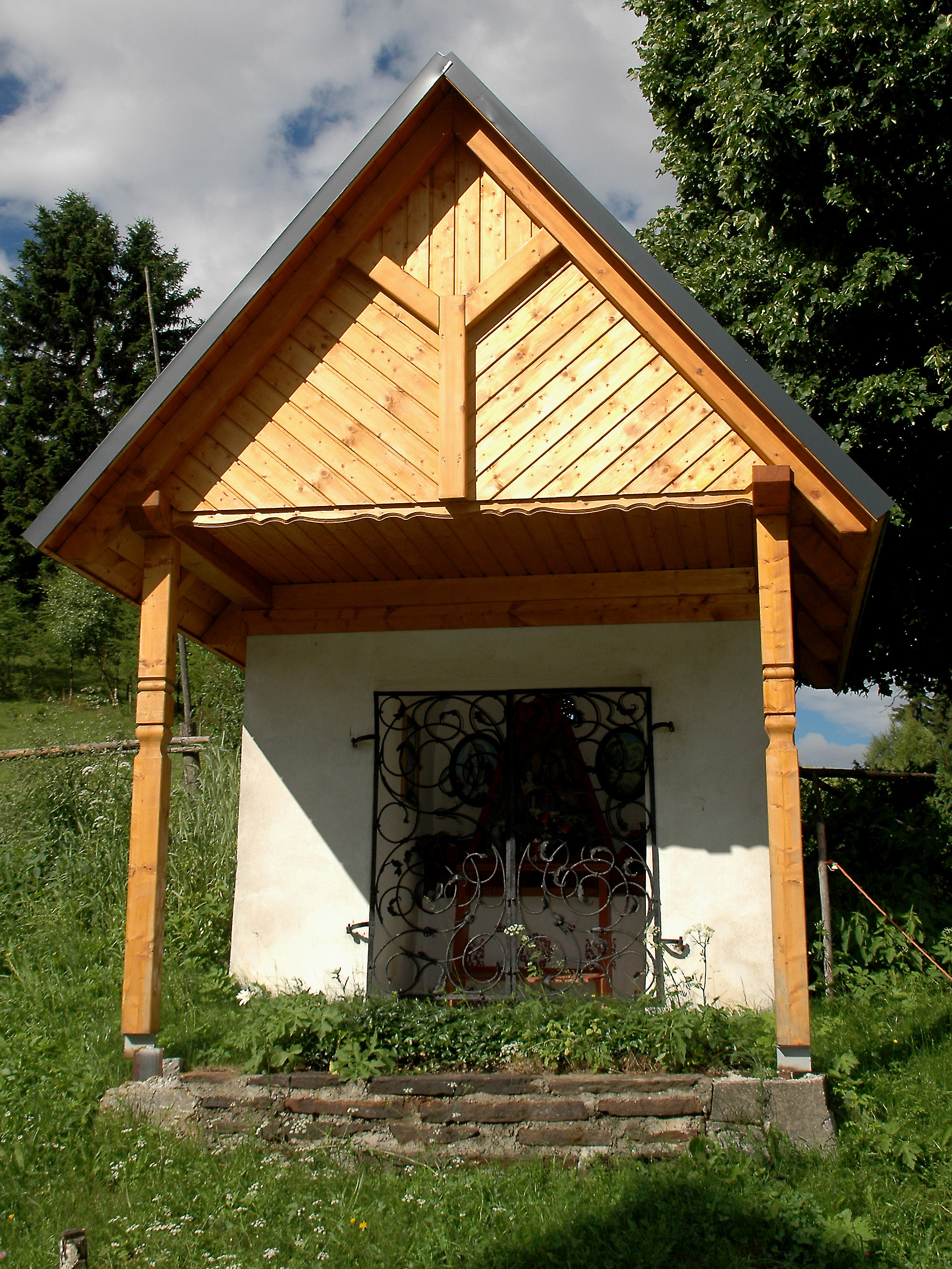
Goschkreuz in Amering, Station bei der örtlichen jährlichen Prozession am Markustag

- „Leg erst nach Markus Bohnen,

er wird’s dir reichlich lohnen;
doch Gerste, die sei längst gesät,
denn nach dem Markus ist’s zu spät.“
- „Bauen um Markus schon die Schwalben,

so gibt’s viel Futter, Korn und Kalben.“
- „So lange die Frösche vor Markus Konzerte veranstalten,

so lange müssen sie nachher das Maul halten.“
- „An Markus, da versteckt die Socken

unsere Krähe im Roggen.“
- „Ist’s jetzt um den Markus warm,

dann friert man danach bis in den Darm.“
- „Markus-Tag kalt,

auch die Bittwoch’ kalt.“
Traditionell werden am Markustag Bittprozessionen über die Felder veranstaltet. Dieser Brauch ist vorchristlichen Ursprungs.

### Deutschland

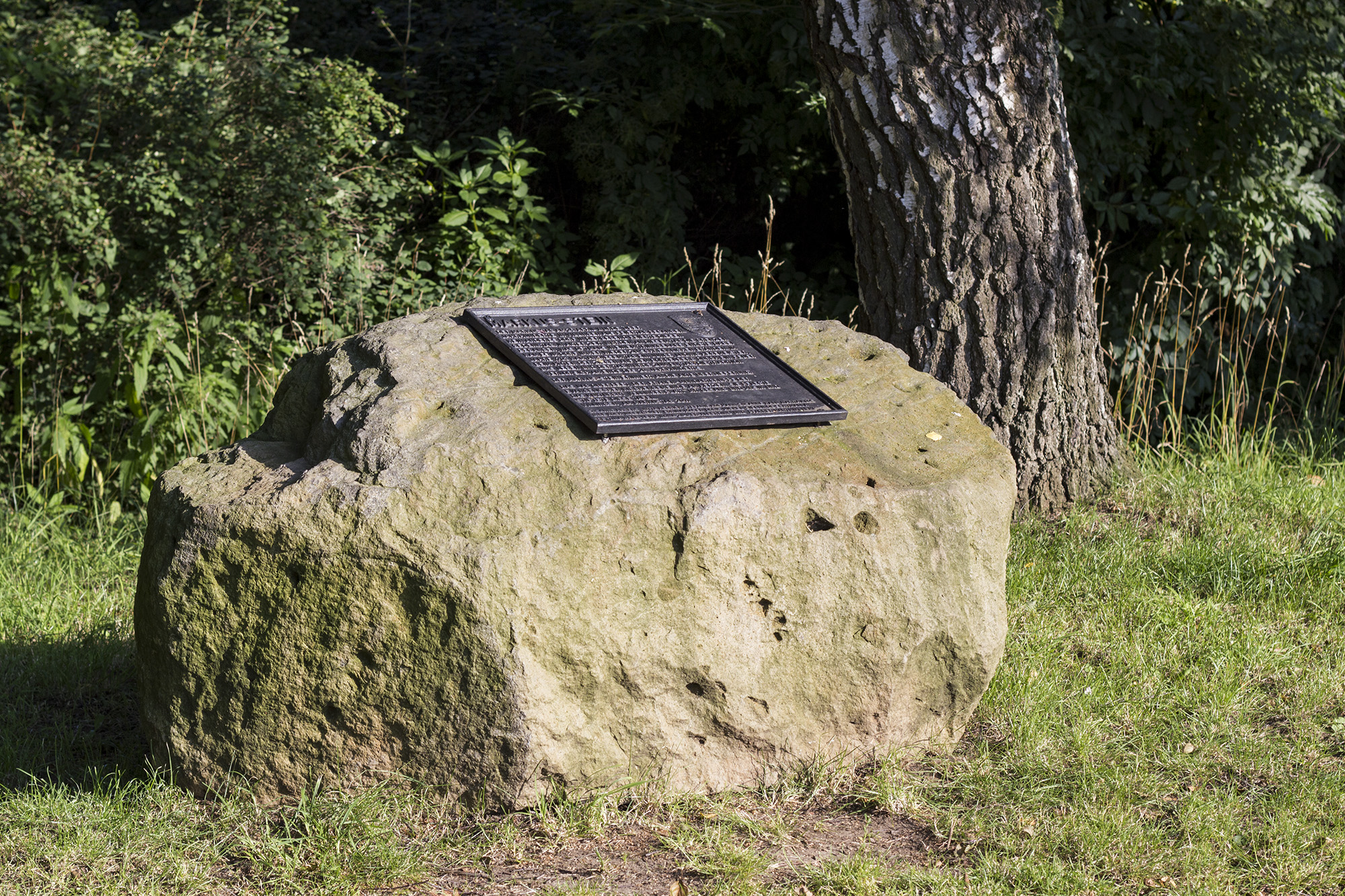
Markus-Stein zur Erinnerung an den Markustag in Villingen (Hungen)

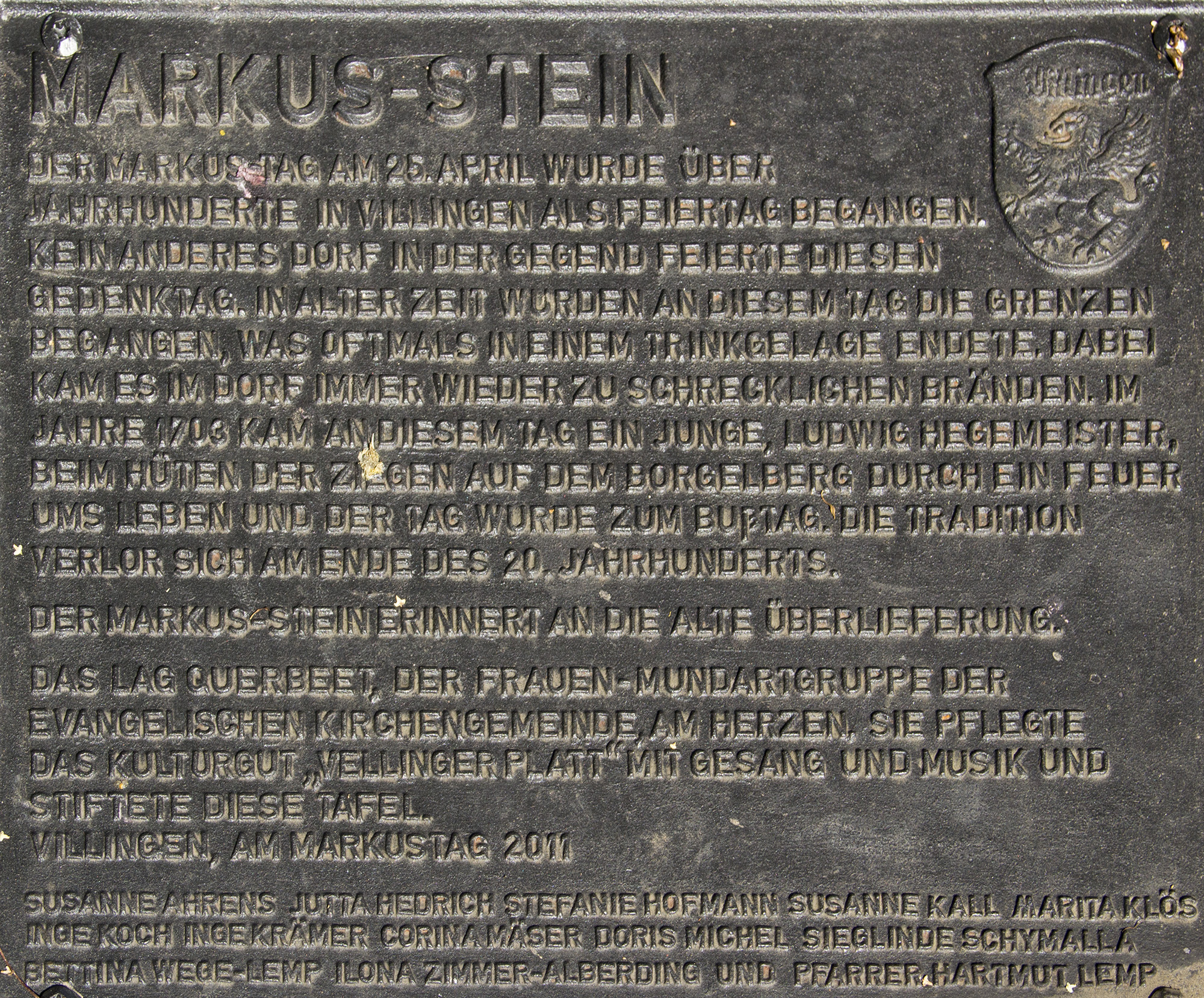
Hinweistafel am Markus-Stein

Der Markus-Stein in Villingen, einem Stadtteil von Hungen, trägt folgende Inschrift:
„Markus-Stein“
„Der Markus-Tag am 25. April wurde über Jahrhunderte in Villingen als Feiertag begangen. Kein anderes Dorf in der Gegend feierte diesen Gedenktag. In alter Zeit wurden an diesem Tag die Grenzen begangen, was oftmals in einem Trinkgelage endete. Dabei kam es im Dorf immer wieder zu schrecklichen Bränden. Im Jahre 1703 kam an diesem Tag ein Junge, Ludwig Hegemeister, beim Hüten der Ziegen auf dem Borgelberg durch ein Feuer ums Leben und der Tag wurde zum Bußtag. Die Tradition verlor sich am Ende des 20. Jahrhunderts.“
„Der Markus-Stein erinnert an die alte Überlieferung.“
„Das lag Querbeet, der Frauen-Mundartgruppe der evangelischen Kirchengemeinde, am Herzen. Sie pflegte das Kulturgut „Vellinger Platt“ mit Gesang und Musik und stiftete diese Tafel.“
„Villingen, am Markustag 2011“
„Susanne Ahrens  Jutta Hedrich  Stefanie Hofmann  Susanne Kall  Marita Klös  Inge Koch  Inge Krämer  Corina Mäser  Doris Michel  Sieglinde Schymalla  Bettina Wege-Lemp  Ilona Zimmer-Alberding und Pfarrer Hartmut Lemp“

### Italien
In Tresnuraghes, einem kleinen Dorf auf Sardinien, wird das wichtigste traditionelle sardische Fest abgehalten, dass dem Überschussverbrauch und der Festigung der Solidargemeinschaft dient. Örtliche Hirtenfamilien stiften Schafe und organisieren das Kochen in einer Geste des Dankes gegenüber der Vorsehung. Andere Familien stiften Brot als Erntedank oder Segensbitte. Hunderte von Menschen, größtenteils aus Tresnuraghes, aber auch eine große Zahl von außerhalb, essen und trinken sich gemeinsam satt.
Der 25. April ist ein Nationalfeiertag in ganz Italien, aber nicht als Markustag, sondern als Jahrestag der Befreiung Italiens vom Nationalsozialismus im Zweiten Weltkrieg am 25. April 1945.
Da der Evangelist Markus als Schutzpatron der Stadt Venedig gilt, ist der Markustag (Italienisch: Festa di San Marco) dort von besonderer Bedeutung und wird auch als Fest der Rosenknospe (Venetisch: festa del bocolo) bezeichnet, da Männer ihrer Geliebten an diesem Tag eine einzelne Rosenknospe zu schenken pflegen. Der Legende zufolge entstand die Tradition im 8. Jahrhundert, als ein Mann niederen Standes sich in eine venezianische Adelige verliebt haben soll. Um die Erlaubnis ihres Vaters zu erringen, zog er in einen fernen Krieg. Er wurde in der Schlacht tödlich verwundet, konnte aber eine Blüte von einer nahen Rosenpflanze für seine Geliebte pflücken. Ein Kamerad wurde damit betraut, die blutbefleckte Rose seiner Geliebten zu bringen.

### Litauen
In Litauen gilt Markus als Wächter von Boden und Ernte. Es gab ein Verbot, Fleisch zu konsumieren, um eine gute Ernte zu erzielen. Die Menschen vermieden es, „den Boden zu berühren“, also zu Pflügen oder zu Graben, um dem Boden eine Ruhepause vor der nahenden harten Arbeit von Saat und Ernte zu gönnen.

### Mexiko
Das Fest wird in der Stadt Aguascalientes am 25. April gefeiert. Es ist namengebend für das größte und bekannteste Volksfest Mexikos, den nationalen St. Markus-Markt (Spanisch: Feria Nacional de San Marcos), der im Allgemeinen an drei Wochen um dieses Datum herum stattfindet.
Auch in Paraíso in Tabasco wird Markus am 25. April als Patron der Stadt gefeiert.

## Angebliche Prophezeiung
Ein seit Jahrhunderten zitierter Vers über den Zusammenfall des Markustages mit Ostern existiert in verschiedenen Varianten in verschiedenen europäischen Sprachen. Eine lateinische Form lautet:
„Quando Marcus Pascha dabit,

Antonius Pentecostabit,

Joannes Christum adorabit,

Totus mundus vae clamabit.“
Eine Variante in deutscher Sprache lautet:
„Wenn Ostern auf Sanct-Markus fällt,

Sanct-Anton sich an Pfingsten hält,

Johann sich auf den Leichnam stellt,

so schreiet Weh die ganze Welt.“
Eine abgewandelte französische Variante, die oft fälschlich Nostradamus zugeschrieben wird, lautet:
„Quand Georges Dieu crucifera

Que Marc le ressucitera

Et que Saint Jean le portera

La fin du monde arrivera.“

## In der Literatur
Der Markustag spielt eine Rolle in Stephenie Meyers „Biss“-Serie. Dort ist Volterra die Heimatstadt der Volturi, einer königlichen Vampirfamilie. Die Volturi leben angeblich im Zentrum der Stadt und beherrschen diese heimlich seit 3000 Jahren. Laut Buch feiert die Stadt am Markustag jedes Jahr ein Fest. Der Legende nach vertrieb vor 1500 Jahren ein christlicher Missionar namens Pater Marcus – ein Volturi – alle Vampire aus Volterra. Seitdem wird die Stadt nicht mehr von Vampiren geplagt, da die Volturi sich erfolgreich verbergen. Dieses Fest spielt eine Rolle im 2. Teil der „Biss“-Serie, Bis(s) zur Mittagsstunde.

## Benennung nach dem Markustag

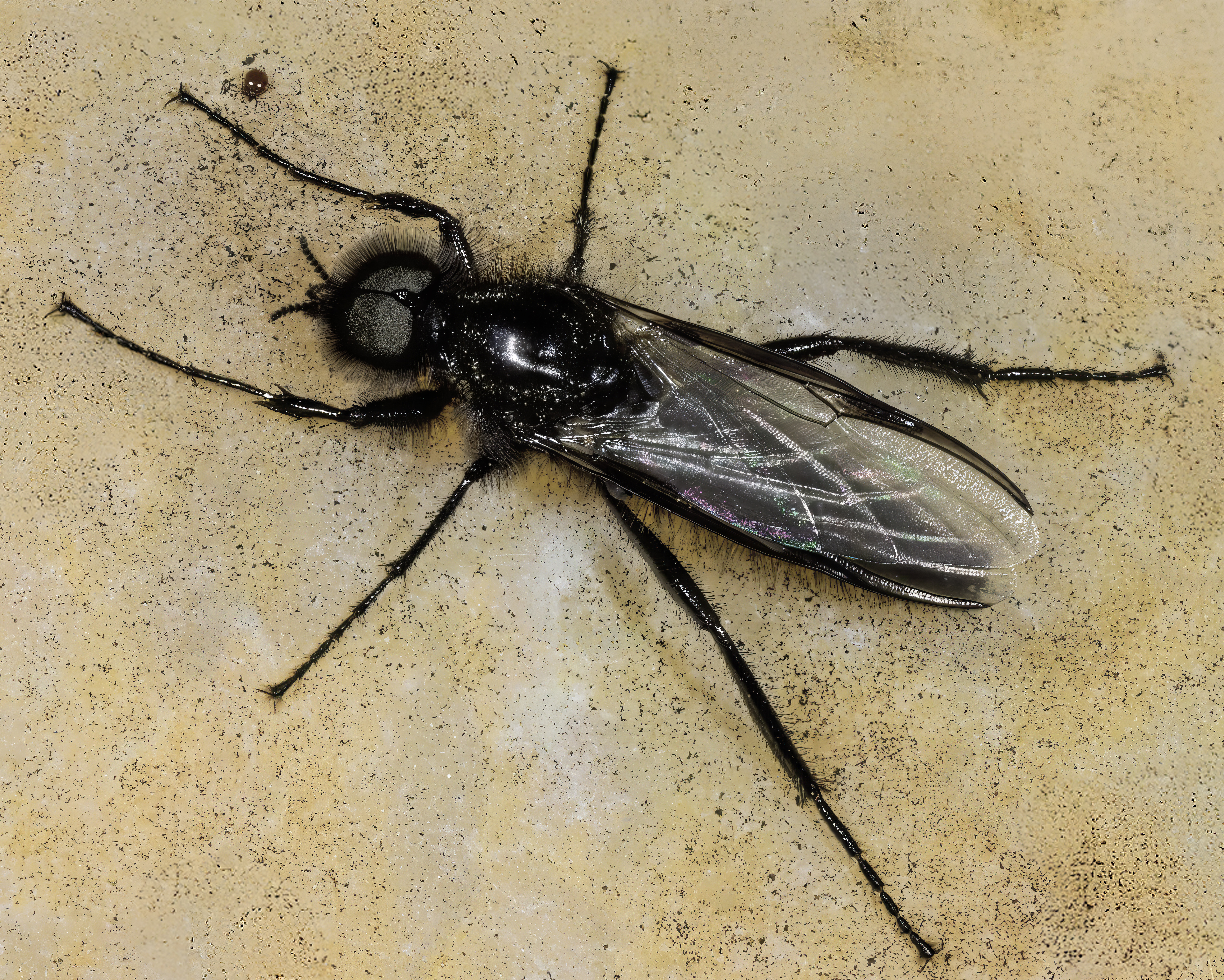
Männchen der Märzfliege oder Markushaarmücke

Die Märzfliege wird auch Markusfliege oder treffender Markushaarmücke genannt, da sie sehr häufig um den Markustag herum ausschwärmt. Ihre wissenschaftliche Bezeichnung Bibio marci und ihr Trivialname in einigen anderen Sprachen nimmt ebenfalls darauf Bezug.